# Ordini cavallereschi dei Gonzaga
A testimonianza della loro grande fede religiosa, i Gonzaga istituirono numerosi ordini cavallereschi:

## Ordine del Cordone Giallo

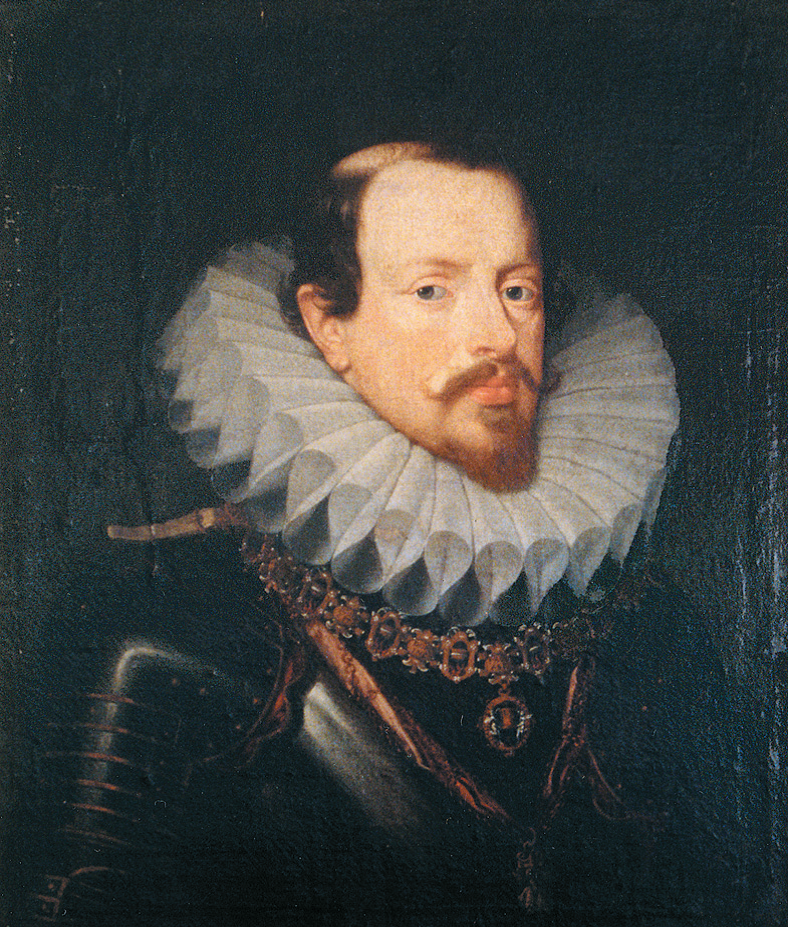
Vincenzo I Gonzaga con le onorificenze del Toson d'Oro e del Redentore.

L'Ordine del Cordone Giallo (o Ordine del Merito della Devozione) fu il più antico ordine cavalleresco della famiglia Gonzaga. Istituito nel 1580 da Ludovico Gonzaga-Nevers, duca di Nevers e di Rethel in occasione della nascita del primogenito Carlo I, venne dallo stesso riconfermato nel 1599 in occasione del matrimonio con Caterina di Lorena.

## Ordine militare del Sangue di Gesù Cristo
Il 25 maggio 1608 il duca Vincenzo I Gonzaga istituì l'Ordine cavalleresco del Redentore (o del Sangue di Cristo). Non fu spinto dalla devozione per la reliquia conservata nella Basilica di Sant'Andrea a Mantova, ma dall'invidia che il duca covava verso altre nobili famiglie, che avevano legato il loro nome a Ordini cavallereschi (Casa Savoia, Medici). Il motto era Nihil hoc triste recepto. L'Ordine cessò di esistere nel 1708 con Ferdinando Carlo di Gonzaga-Nevers, decimo e ultimo duca di Mantova.

## Ordine della Immacolata Concezione
Dopo alcuni anni il duca Ferdinando Gonzaga volle creare un nuovo ordine cavalleresco (Ordine della Immacolata Concezione) facente capo alla dinastia gonzaghesca e al quale potessero aderire i nobili provenienti da tutte le nazioni cattoliche. Il progetto, al quale parteciparono Carlo I di Gonzaga-Nevers e il conte Alfonso d'Althann d'Alemagna, prese forma l'8 dicembre 1619 e l'Ordine venne istituito a Mantova nel 1623. Si estinse pochi anni dopo.

## Ordine della Milizia Cristiana
Creato da Carlo I di Gonzaga-Nevers, duca di Nevers e con Michele Adolfo conte di Althann. Questi nobili si incontrarono ad Olmütz il 6 novembre 1618 per fondarne uno nuovo, diverso dall'ordine italiano, da istituire a Vienna l'8 marzo 1619. Il nuovo scopo era ora la liberazione degli "oppressi miscredenti e la promozione dell'unità tra i principi cristiani". Era l'organizzazione di accoglienza dei volontari greci e il nucleo di un esercito europeo.

## Ordine delle dame di Maria Elisa
Il principe Alessandro I Gonzaga, che vantava diritti di successione sul Ducato di Mantova, sul Ducato di Guastalla e sul principato di Castiglione, con decreto del 13 ottobre 1847 decise di conferire alle dame l'Ordine della Croce stellata, istituito nel 1668 dall'imperatrice Eleonora Gonzaga-Nevers riunendolo ad un altro ordine dei Gonzaga, l'Ordine del Redentore. Il nuovo Ordine venne chiamato Ordine delle dame di Maria Elisa, in onore della moglie Maria Elisa Coke.